# Fernand Lataste
Fernand Lataste (1847 - 1934) fue un zoólogo y herpetólogo francés nacido en Cadillac (Gironda).
Desde 1880 a 1884 recoge reptiles y anfibios en el norte de África (Argelia, Túnez y Marruecos), la publicación de "Les missions scientifiques de Fernand Lataste en Afrique noire et au Maghreb". En 1885 pùblicó "Étude de la faune des vertébrés de Barbarie", una obra de referencia sobre los animales del norte de África. Otras publicaciones de Lataste son:
- Essai d'une faune herpétologique de la Gironde, 1876 - Ensayo sobre la fauna herpetológica de Gironde.
- Étude sur le discoglosse, 1879 - Estudio de Discoglossus.
- Notes prises au jour le jour sur différentes espèces de l'ordre des rongeurs observées en captivité, 1886. - Las notas tomadas sobre una base diaria que involucra diferentes especies de roedores observados en cautiverio.
- Liste de mollusques du Chili: lettre à M. Fernand Lataste, 1896 - List of moluscos nativos de Chile.[2]

En 1876 fue miembro fundador de la Société zoologique de France.

## Taxonomía
Fue el autor taxonómica de numerosos géneros y especies, como ejemplo, en 1880 describió el jerbo grasa de cola ( Pachyuromys duprasi ). Junto con la víbora hocicuda ( Vipera latastei ), una víbora de España, Portugal y Norte de África, su nombre está asociado a lo siguiente:
- Gerbillus latastei
- Massoutiera mzabi)[1][4]
- Ophiomorus latastii)
- Timon pater[5]
- Latastia, un género de Lacertidae.

## Abreviatura (zoología)
La abreviatura Lataste  se emplea para indicar a Fernand Lataste como autoridad en la descripción y taxonomía en zoología.